# Peter Nikolajevitj
Peter Nikolajevitj, född 1864 död 1931 i Antibes, rysk storfurste, sonson till Nikolaj I av Ryssland. Gift 1889 på Peterhof, utanför S:t Petersburg, med prinsessan Milica av Montenegro (1866-1951). Han tillhörde de 80-tal personer som evakuerades på det brittiska fartyget HMS Marlborough från Krim med änketsaritsan Maria Fjodorovona i april 1919.

## Barn
- Prinsessan Marina Petrovna (1892-1981), gift med furst Alexander Galitzin
- Prins Roman (1896-1978), gift med Grevinnan Prascovia Cheremeteva
- Prinsessan Nadeschda (1898-1988), gift med furst Nicholas Orlov
- Prinsessan Sophia (f. och d. 1898)

## Utmärkelser
- Storkors av Hederslegionen
- Badiska husorden Fidelitas
- Hessiska Ludvigsorden
- Vendiska kronans husorden
- Oldenburgska Hus- och förtjänstorden
- Sankt Stefansorden
- Frälsarens orden
- Annunziataorden
- Danilo I:s orden
- Sankt Alexanderorden
- Sankt Peter av Cetinje-orden
- Württembergska kronorden
- Andreasorden
- Vita örnens orden
- Sankt Annas orden, första klass
- Riddare av Sankt Alexander Nevskij-orden
- Röda örns orden
- Sankt Stanislausorden, första klassen
- Sankt Vladimirs orden, tredje klass
- Sankt Vladimirs orden, fjärde klassen
- Rumänska Stjärnans orden
- Sankt Vladimirs orden, andra klassen
- Osmanié-orden

[Redigera Wikidata]